# 866
| [ Edytuj tabelę ]          |                                            |
| Król Anglii                | - 860 Ethelbert 866 - 866 Ethelred I 871   |
| Hrabia Aragonii            | - 844 Galindo I Aznárez 867                |
| Król Asturii               | - 850 Ordoño I 866                         |
| Hrabia Barcelony           | - 865 Bernard z Gocji 878                  |
| Cesarz Bizancjum           | - 842 Michał III Metystes 867              |
| Chan Bułgarii              | - 852 Borys I Michał 889                   |
| Cesarz Chin                | - 859 Tang Yizong 873                      |
| Książę Czech               | - 850 Gościwit 870                         |
| Król Franków wschodnich    | - 855 Ludwik II Niemiecki 875              |
| Król Franków zachodnich    | - 843 Karol II Łysy 877                    |
| Cesarz Japonii             | - 858 Seiwa 876                            |
| Kalif                      | - 862 Al-Musta’in 866 - 866 Al-Mu’tazz 869 |
| Król Khmerów               | - 850 Dżajawarman III 877                  |
| Patriarcha Konstantynopola | - 858 Focjusz I Wielki 867                 |
| Król Leónu                 | - 866 Alfons III Wielki 910                |
| Król Mercji                | - 852 Burgred 874                          |
| Król Nawarry               | - 851 García Íñiguez 880                   |
| Król Nortumbrii            | - 863 Ella 867                             |
| Papież                     | - 858 Mikołaj I 867                        |
| Cesarz rzymski             | - 850 Ludwik II 875                        |
| Książę Saksonii            | - 844 Ludolf 866 - 866 Bruno 880           |
| Król Szkocji               | - 862 Konstantyn I 877                     |
| Doża Wenecji               | - 864 Orso I Partecipazio 881              |
| Książę wielkomorawski      | - 846 Rościsław 870                        |

Rok 866 / DCCCLXVI
stulecia: VIII wiek ~
IX wiek ~
X wiek

lata: 856 «
861 «
862 «
863 «
864 «
865 «
866
» 867
» 868
» 869
» 870
» 871
» 876

## Wydarzenia
- Europa
  - Pierwszy chrzest Rusi w wyniku akcji chrystianizacyjnej Bizancjum; wkrótce powrócono do pogaństwa.
  - Panowanie króla Alfonsa III w Asturii.

## Urodzili się
- 19 września – Leon VI Filozof, cesarz Bizancjum (zm. 912)

## Zmarli
- Linji Yixuan – chiński mistrz chan, założyciel szkoły linji (ur. ?)